# Cordae
Cordae Armani Dunston (Raleigh, Sjeverna Karolina, SAD, 26. kolovoza 1997.), poznatiji samo kao Cordae, američki je reper, tekstopisac i pjevač. Popularnost je stekao objavljivanjem covera popularnih repera poput Eminemove pjesme "My Name Is" i "Old Niggas" kao odgovor na pjesmu "1985" J. Colea. Njegov debitantski studijski album, The Lost Boy, objavljen je 2019. godine te je uvelike zaradio pozitivne komentare glazbene industrije i dobio dvije nominacije za najbolji rap album i najbolju rap pjesmu za singl "Bad Idea" na 62. dodjeli Grammyja za 2020. godinu. Bio je član YBN kolektiva zajedno s YBN Nahmirom i Almighty Jayem u razdoblju od 2018. do 2020. dok ga nije napustio i izbacio "YBN" iz svog umjetničkog imena. Do sada je surađivao s poznatim imenima hip-hop glazbe poput Lil Waynea, Juicea Wrlda, Lil Durka, Logica i Eminema.

## Glazbeni stil i utjecaji
Cordae navodi Nasa, Jay Z-ja, Kida Cudija, Kanyea Westa, Eminema, Capitala Steeza, Lil Waynea, J. Colea, Big L-a, Travisa Scotta i Kendricka Lamara kao neke od svojih najvećih utjecaja. Ubrzo nakon objavljivanja The Lost Boy-a, rekao je da su njegovih omiljenih pet repera Jay Z, Nas, Tupac, The Notorious B.I.G i Big L. Nasov album It Was Written naveo je kao veliki utjecaj. U više je navrata rekao da, s obzirom na njegovo glazbeno iskustvo i razumijevanje oldschool hip-hopa i onoga u što se hip-hop razvija, on može biti "ključan u premošćivanju generacijskog jaza u hip-hopu".

## Osobni život
Prije nego što je napustio sveučilište, Cordae je radio u lokalnom TGI Friday's-u u Marylandu. Rekao je Adamu22 za podcast No Jumper kako je mrzio taj posao i oduvijek znao da mu je "suđeno više".
Sudjelovao je u prosvjedu Black Lives Matter 2016., repajući među okupljenima o borbama s kojima se suočavao i problemima koje je primjećivao u svojoj zajednici. U srpnju 2020. bio je uhićen na prosvjedu Breonne Taylor u Louisvilleu u Kentuckyju, zajedno s nogometašem američkog nogometa Kennyjem Stillsom. Nosio je defund policijsku majicu dok je gledao finale ženskog pojedinačnog turnira US Opena 2020.
Počeo je hodati s tenisačicom Naomi Osakom 2019., koju je upoznao na košarkaškoj utakmici Los Angeles Clippersa. 11. siječnja 2023. objavili su da očekuju njihovo prvo dijete.
7. srpnja 2023. godine dobili su svoje prvo dijete, djevojčicu. Dana 11. srpnja 2023., otkrio je ime djevojčice – Shai, na nastupu.

## Diskografija

### Studijski albumi
| Naslov                | Detalji albuma                                                                                                   | Konačni plasman | Konačni plasman | Konačni plasman | Konačni plasman | Konačni plasman | Konačni plasman | Konačni plasman |
| Naslov                | Detalji albuma                                                                                                   | SAD             | SAD R&B/HH      | SAD Rap         | AUS             | KAN             | NZ              | UK              |
| --------------------- | --- | --------------- | --------------- | --------------- | --------------- | --------------- | --------------- | --------------- |
| The Lost Boy          | - Objavljen: 26. srpnja 2019. - Etiketa: Atlantic, Art@War - Format: Digitalno preuzimanje, streaming, CD, Vinyl | 13.             | 8.              | 6.              | 27.             | 12.             | 21.             | 85.             |
| From a Birds Eye View | - Objavljen: 14. siječnja 2022. - Etiketa: Atlantic, Art@War - Format: Digitalno preuzimanje, streaming          | 13.             | 7.              | 4.              | 44.             | 18.             | 28.             | 100.            |

### EP-jevi
| Naslov        | Detalji                                                                                       |
| ------------- | --------------------------------------------------------------------------------------------- |
| Just Until... | - Objavljen: 22. travnja 2021. - Etiketa: Atlantic - Format: Digitalno preuzimanje, streaming |

### Miksani albumi
| Naslov                                                                 | Detalji                                                                                  | Plasman | Plasman    | Plasman | Plasman | Certifikacije             |
| Naslov                                                                 | Detalji                                                                                  | SAD     | SAD R&B/HH | SAD Rap | KAN     | Certifikacije             |
| ---------------------------------------------------------------------- | ---------------------------------------------------------------------------------------- | ------- | ---------- | ------- | ------- | ------------------------- |
| Anxiety (kao Entendre)                                                 | - Objavljen: 22. lipnja 2014. - Etiketa: Samoobjavljen - Format: Digitalno preuzimanje   | —       | —          | —       | —       |                           |
| I'm So Anxious (kao Entendre)                                          | - Objavljen: 7. kolovoza 2016. - Etiketa: Samoobjavljen - Format: Digitalno preuzimanje  | —       | —          | —       | —       |                           |
| I'm So Anonymous (kao Entendre)                                        | - Objavljen: 15. kolvoza 2016. - Etiketa: Samoobjavljen - Format: Digitalno preuzimanje  | —       | —          | —       | —       |                           |
| YBN: The Mixtape (kao YBN Cordae s YBN Almighty Jayjem i YBN Nahmirom) | - Objavljen: 7. rujna 2018. - Etiketa: Atlantic, Art@War - Format: Digitalno preuzimanje | 21      | 13         | 12      | 19      | - RIAA: Zlato - MC: Zlato |
| "—" označava izdanje koje nije ušlo na ljestvice u toj zemlji.         |                                                                                          |         |            |         |         |                           |

### Singlovi

#### Kao vodeći izvođač
| Naslov                                                         | Godina | Plasman na ljestvicama | Plasman na ljestvicama | Plasman na ljestvicama | Plasman na ljestvicama | Plasman na ljestvicama | Certifikacije             | Album                     |
| Naslov                                                         | Godina | SAD                    | SAD R&B/HH             | KAN                    | IR                     | NZ Hot                 | Certifikacije             | Album                     |
| -------------------------------------------------------------- | ------ | ---------------------- | ---------------------- | ---------------------- | ---------------------- | ---------------------- | ------------------------- | ------------------------- |
| "My Name Is"                                                   | 2018.  | —                      | —                      | —                      | —                      | —                      |                           | Objavljeno samo kao singl |
| "Old Niggas"                                                   | 2018.  | —                      | —                      | —                      | —                      | —                      |                           |                           |
| "Fighting Temptations"                                         | 2018.  | —                      | —                      | —                      | —                      | —                      |                           |                           |
| "Kung Fu"                                                      | 2018.  | —                      | —                      | —                      | —                      | —                      | - RIAA: Zlato - MC: Zlato | YBN: The Mixtape          |
| "Alaska (Scotty Pippen)"                                       | 2018.  | —                      | —                      | —                      | —                      | —                      |                           | YBN: The Mixtape          |
| "What's Life"                                                  | 2018.  | —                      | —                      | —                      | —                      | —                      |                           | Objavljeno samo kao singl |
| "Locationships"                                                | 2019.  | —                      | —                      | —                      | —                      | —                      |                           |                           |
| "Have Mercy"                                                   | 2019.  | —                      | —                      | —                      | —                      | 32.                    | - RIAA: Zlato             | The Lost Boy              |
| "Bad Idea" (s Chance the Rapperom)                             | 2019.  | —                      | —                      | —                      | —                      | 22.                    |                           | The Lost Boy              |
| "RNP" (s Andersonom .Paakom)                                   | 2019.  | —                      | —                      | 84.                    | 92.                    | 4.                     | - RIAA: Zlato - MC: Zlato | The Lost Boy              |
| "Gifted" (s Roddyjem Ricchom)                                  | 2020.  | —                      | 37.                    | 84.                    | —                      | 9.                     |                           | From a Birds Eye View     |
| "The Parables"                                                 | 2020.  | —                      | —                      | —                      | —                      | —                      |                           | Objavljeno samo kao singl |
| "Taxes"                                                        | 2021.  | —                      | —                      | —                      | —                      | —                      |                           |                           |
| "Super"                                                        | 2021.  | —                      | —                      | —                      | —                      | 27.                    |                           | From a Birds Eye View     |
| "Sinister" (s Lil Wayneom)                                     | 2021.  | —                      | —                      | —                      | —                      | 40.                    |                           | From a Birds Eye View     |
| "Two Tens" (s Andersonom .Paakom)                              | 2023.  | —                      | —                      | 74.                    | —                      | 8.                     |                           | Objavljeno samo kao singl |
| "Curious" (s Ericom Bellingerem i Fabolousom)                  | 2023.  | —                      | —                      | —                      | —                      | —                      |                           | 1-800-Hit Eazy: Line 2    |
| "Doomsday" (s Lyrical Lemonadeom i Juiceom Wrldom)             | 2023.  | 58.                    | 19.                    | 49.                    | 83.                    | 3.                     |                           | Još nije najavljeno       |
| "—" označava izdanje koje nije ušlo na ljestvice u toj zemlji. |        |                        |                        |                        |                        |                        |                           |                           |

#### Kao gostujući izvođač
| Naslov                                                                                               | Godina | Plasman | Album                     |
| Naslov                                                                                               | Godina | SAD     | Album                     |
| --- | ------ | ------- | ------------------------- |
| "Blackjack (Remix)" (Aminé i Cordae)                                                                 | 2019.  | —       | Objavljeno samo kao singl |
| "Racks" (H.E.R. i Cordae)                                                                            | 2019.  | —       | I Used to Know Her        |
| "In These Streets" (Godfather of Harlem s Johnom Legendom, Cordaeom i Nickom Grantom)                | 2019.  | —       | Objavljeno samo kao singl |
| "Can't Put It in the Hands of Fate" (Stevie Wonder s Rapsodyjem, Cordaeom, Chikom i Bustom Rhymesom) | 2020.  | —       | Još nije najavljeno       |
| "Soda" (DJ Scheme s Cordaeom, Ski Mask the Slump God-om i Take a Daytripom)                          | 2020.  | —       | Family                    |
| "Killer (Remix)" (Eminem s Jackom Harlowom i Cordaeom)                                               | 2021.  | 62      | Objavljeno samo kao singl |
| "Life Is Like a Dice Game" (Nas s Freddiejem Gibbsom i Cordaeom)                                     | 2021.  | —       |                           |

### Druge plasirane pjesme
| Naslov                                  | Godina | Plasman | Plasman    | Plasman | Album                           |
| Naslov                                  | Godina | SAD     | SAD R&B/HH | NZ Hot  | Album                           |
| --------------------------------------- | ------ | ------- | ---------- | ------- | ------------------------------- |
| "Mama / Show Love" (Logic i Cordae)     | 2019.  | —       | —          | 18.     | Confessions of a Dangerous Mind |
| "Broke as Fuck"                         | 2019.  | —       | —          | 22.     | The Lost Boy                    |
| "Dream in Color"                        | 2021.  | —       | —          | 20.     | Just Until...                   |
| "Wassup" (s Young Thugom)               | 2021.  | —       | —          | 37.     | Just Until...                   |
| "Today" (s Gunnom)                      | 2022.  | —       | —          | 28.     | From a Birds Eye View           |
| "Chronicles" (s H.E.R.-om i Lil Durkom) | 2022.  | —       | 47.        | 14.     | From a Birds Eye View           |
| "Parables (Remix)" (s Eminemom)         | 2022.  | —       | —          | 31.     | From a Birds Eye View           |
| "Careful" (NF i Cordae)                 | 2023.  | 85.     | 29.        | 10.     | Hope                            |
|                                         |        |         |            |         |                                 |

### Gostovanja
| Title                 | Year  | Other artist(s)                              | Album                                                        |
| --------------------- | ----- | -------------------------------------------- | ------------------------------------------------------------ |
| "Starving Artist"     | 2018. | Prophet                                      | Abstract Nostalgia                                           |
| "Make Me Feel"        | 2018. | YBN Almighty Jay                             | YBN: The Mixtape                                             |
| "Pain Away"           | 2018. | YBN Nahmir                                   | YBN: The Mixtape                                             |
| "Tout ce que je sais" | 2018. | Orelsan                                      | La fête est finie – Épilogue                                 |
| "Multiply"            | 2018. | Problem, Mozzy                               | S2                                                           |
| "Elevate"             | 2018. | DJ Khalil, Denzel Curry, SwaVay, Trevor Rich | Spider-Man: Into the Spider-Verse                            |
| "Mama / Show Love"    | 2019. | Logic                                        | Confessions of a Dangerous Mind                              |
| "Nothin' Less"        | 2019. | Curren$y, Statik Selektah                    | Gran Turismo                                                 |
| "Let Me Down"         | 2019. | NBDY                                         | Admissions                                                   |
| "Lord Is Coming"      | 2019. | H.E.R.                                       | I Used to Know Her                                           |
| "Gone"                | 2019. | Robert Glasper, Bilal, Herbie Hancock        | Fuck Yo Feelings                                             |
| "Sunshine"            | 2019. | Robert Glasper                               | Fuck Yo Feelings                                             |
| "Al1enZ"              | 2019. | Denzel Curry                                 | iFruit Radio (Soundtrack)                                    |
| "What's Life"         | 2021. | Common                                       | Liberated / Music For the Movement Vol. 3                    |
| "Settle the Score"    | 2021. | Duckwrth                                     | Space Jam: A New Legacy (Original Motion Picture Soundtrack) |